# Stazione di Matoba
La stazione di Matoba (的場駅?, Matoba-eki) è una stazione ferroviaria situata nella città di Kawagoe della prefettura di Saitama in Giappone. La stazione è servita dalla linea Kawagoe-Hachikō della JR East e dista a 20,9 km dal capolinea ferroviario di Ōmiya a Saitama, sebbene tutti i treni terminino la corsa presso la stazione di Kawagoe.

## Storia
La stazione venne aperta il 22 luglio 1940. L'elettrificazione della linea è stata completata nel 1985.

## Linee
JR East
■ Linea Kawagoe

## Struttura
La stazione è dotata di una banchina a isola, con due binari passanti. Sono presenti inoltre biglietteria automatica e tornelli automatici con supporto alla bigliettazione elettronica Suica e compatibili.
| 1 | ■ Linea Kawagoe | per Kawagoe, Komagawa e, via ■ linea Hachikō, Higashi-Hannō e Hachiōji |

## Stazioni adiacenti
| «                     | Servizio              | »                     |
| Linea Kawagoe-Hachikō | Linea Kawagoe-Hachikō | Linea Kawagoe-Hachikō |
| --------------------- | --------------------- | --------------------- |
| Nishi-Kawagoe         | Locale                | Kasahata              |